# 유제상
유제상(1954년 3월 18일 ~ )은 대한민국의 성우이다. 한국방송 성우극회 소속. 1980년 KBS 공채 16기로 입사했다. 현재 개신교 교회 목사다.

## 주요 출연작품

### 애니메이션
※전체 출연작은 외부 링크를 참조
- 드래곤 볼 GT (VIDEO) - 미스터 사탄 / 계왕신 / 미스터 뽀뽀 / 신
- 드래곤 볼 Z (VIDEO) - 미스터 사탄 / 계왕신 / 미스터 뽀뽀
- 마스크 (비디오) - 도일
- 소년탐정 김전일 (VIDEO) - 이사무 형사
- 슬램 덩크 (VIDEO) - 용팔이 (나중) / 능남 감독 (나중) / 유창수 (나중) / 고민구
- 신세기 에반게리온 (VIDEO) - 휴가 마코토
- 아기공룡 둘리 (KBS) - 오랑우탄 / 코끼리
- 요술공주 밍키 (SBS)
- 천공의 에스카플로네 (SBS) - 루바
- 97 신란마 (VIDEO) - 남궁민 (란마 아빠) / 스타킹맨
- 울트라90(VIDEO) - 김준호(울트라90) / 울트라90
- 명견 실버(VIDEO) - 백호 / 스미스 / 사천왕 / 윌슨 / 하이에나
- 2020년 우주의 원더키디 (KBS)
- 해로와 토레미 (SBS)
- 숲 속의 백설공주 (SBS)
- 지오레인저 (SBS) - 파란얼굴 괴물
- 킬타의 영웅들 (MBC)
- 초롱이의 옛날여행 (KBS) - 안중근의 부하 / 이토 히로부미 / 백범 김구의 비서
- 이나중 탁구부 (XTM)
- 마계도시 (VIDEO)
- 장미의 기사 티나 (VIDEO) - 아이너
- 윈다리아 (VIDEO)
- 레이디 죠지 (VIDEO)
- 사무라이 디퍼 쿄우 (XTM) - 오다 노부나가
- 학교유령 (투니버스) - 야구부박감독 / 경비원아저씨 / 중원 / 선생님

### 영화
- 비욘드 랭군 (KBS)
- 추락한 백만장자 (KBS)
- 이연걸의 흑협 (SBS)
- 미스 다이아몬드 (SBS)
- 최종 분석 (SBS)
- FBI 기동타격대 (SBS)
- 인조인간 오토매틱 (SBS)
- 폴리스 스토리 3 (SBS) - 중국 공안요원(황명승) / 표강의 부하(단위륜)
- 방세옥2 (SBS)
- 제5원소 (SBS)
- 화성인 마틴 (KBS) - 과학자
- 7번째 사진 (KBS)
- 컨페션 (KBS)
- 쥬라기 공원 2 (KBS) - 카터(토마스 로잘레스 주니어)
- 책상 서랍 속의 동화 (KBS) - 버스 터미널 남자(마국림)
- 르 지탕 (KBS)
- 핀지콘티니가의 정원 (KBS)
- 셰인 (KBS)
- 컴퓨터 용사 트론 (KBS)
- 리오 그란데 (KBS) - 프레스컷(스티브 펜들튼)
- 장고(KBS) - 잭슨의 부하(줄리오 마쿨라니)
- 석양의 갱들 (KBS)
- 행복한 날들 (KBS)
- 트루 라이즈 (KBS) - 테러범(마이크 아크라위)
- 메트로 (KBS)
- 미스터 베이스볼 (KBS)
- 카사블랑카 (KBS)
- 내 남자친구의 결혼식 (KBS) - 옷 가게 직원(조브 쎄르니)
- 장미의 전쟁 (KBS)
- 비련의 연인 (KBS)
- 퀵 앤 데드 (KBS) - 술꾼(케빈 콘웨이)
- 에린 브로코비치 (KBS) - 찰스(트레이시 월터)
- 미로 (KBS) - 총포상점 주인
- 동경공략 (KBS)
- 로코 (KBS)
- 랜섬 (SBS)
- 파코와 오초 (KBS)
- 슈퍼에이트 (VIDEO)
- 단테스 피크 (SBS)
- 어비스 (SBS)
- 아웃랜드 (KBS) - 월터스(스튜어트 밀리건)
- 미지와의 조우 (KBS) - 귀환자(할 바우드) / 탐사원
- 인디아나 존스: 잃어버린 성궤를 찾아서 (KBS) - 카탕가(조지 해리스) / 경비행기 조종사(프레드 소렌슨)
- 갈매기의 꿈 (KBS) - 갈매기
- 용형호제 (KBS) - 백작의 집사(알렉스 로딘)
- 매드 맥스 3 (KBS) - 엔티티의 부하(조지 스파텔스)
- 동성서취 (KBS) - 괴물
- 절대쌍교 (KBS) - 쌍존(왕청)
- 007 살인번호 (KBS) - 코럴의 친구(레스터 프렌더가스트)
- 쾌찬차 (KBS) - 의사 선생님(미구엘 아빌레스)
- 방세옥 2 (SBS) - 진가락의 심복
- 어느 날 밤에 생긴 일 (KBS) - 자동차 캠프장 주인(올리버 에크하트)
- 하이 눈 (KBS) - 쟈니(랄프 리드) / 목사(모건 팔리) / 열차 직원(테드 스탠호프)
- 4차원의 포로 (SBS) - 클락(켄 홀리데이) / 해군(안소니 R. 누초)
- 스트라이킹 디스턴스(KBS) - 변호사(에드 훅스)
- 미드나이트 런 (KBS)
- 넉 오프 (KBS)
- 마농의 샘 (KBS)
- 네모 선장과 여인들 (KBS) - 미국 남군(해리 몬티)
- 난파선 (KBS) - 선원(칼 순뷔)
- 아라비아의 로렌스 (KBS) - 중사(프레드 베넷) / 운전병(브라이언 프링글)
- 특공대작전 (KBS) - 지미네즈(트리니 로페즈)
- 화중선 (SBS) - 상인(임위)
- 로보캅 2(SBS) - 쿠삭 시장의 변호사(필 루벤스테인)
- 25시의 추적 (KBS)
- 소림36동자 (SBS)

### 특수촬영 영화
- 외계에서 온 우뢰매 - 파스킨(이황근)
- 제3세대 우뢰매 6 - 하이델

### T V드라마
- 제4공화국 (MBC) - 정인숙 사건을 수사하는 형사

### 게임
- 바이오하자드: 타임 크라이시스 - 조 와이즈버그 개로

## 같이 보기
- 한국방송 성우극회